# Liquido (album)
| Recensione | Giudizio |
| ---------- | -------- |
| AllMusic   |          |

Liquido è il primo album in studio del gruppo musicale tedesco omonimo, pubblicato nel 1999 dalla Virgin Records.

## Tracce
Testi e musiche di Liquido, eccetto dove indicato.
1. I Won't Try – 3:30
2. Swing It – 3:15
3. Doubledecker – 2:56
4. Clicklesley – 4:27
5. Wake Me Up – 4:00
6. I'll Have It All Today – 2:25
7. Narcotic – 4:41
8. What You Keep Inside – 3:22
9. Clown – 4:18
10. Ticket to Anywhere – 3:32 (Liquido, Oliver Villwock)
11. Saturday Rocks – 5:43

## Formazione
Gruppo
- Wolle Maier – batteria
- Stefan Schulte-Holthaus – basso
- Tim Eiermann – chitarra, voce
- Wolfgang Schrödl – tastiera, chitarra, voce

Altri musicisti
- Jem – programmazione moog
- Steffi Nerpel – voce aggiuntiva
- Roland Per – percussioni
- O.L.A.F. Opal – rumorismo, effetti sonori
- Daddy Seifert – fisarmonica

Produzione
- O.L.A.F. Opal – produzione, ingegneria del suono
- Liquido – produzione
- Peter "Jem" Seifert – montaggio digitale, ingegneria del suono
- Mario Thaler – ingegneria del suono
- Christoph Stickel – mastering

## Classifiche
| Classifica (1999) | Posizione massima |
| ----------------- | ----------------- |
| Austria           | 2                 |
| Belgio (Fiandre)  | 44                |
| Francia           | 51                |
| Germania          | 4                 |
| Paesi Bassi       | 71                |
| Svizzera          | 5                 |